# Antonio Juan Creix
Antonio Juan Creix (Jerez de la Frontera, 23 d'abril de 1914 - Barcelona, 24 de març de 1985) fou un policia andalús d'ascendència catalana. La seva mare era de Barcelona i el seu pare era un militar africanista valencià. Passà la seva joventut a Melilla, on el seu pare va estar destinat alguns anys. El seu germà gran va morir en la batalla de l'Ebre i el segon va lluitar amb la División Azul. El seu germà petit, Vicente, també fou policia i treballà sovint amb ell.

## Biografia
El 1936 ingressà al Cos Nacional de Policia i quan esclatà la guerra civil espanyola fou membre del Movimiento Nacional. Va treballar per al Servei d'Informació i Policia Militar (SIPM), on va fer tasques de contraespionatge a Barcelona. Fou detingut l'agost de 1938, interrogat i torturat a la txeca del carrer Vallmajor. Fou jutjat i condemnat a mort per pertànyer a la Cinquena columna, però li fou commutada per 15 anys en un camp de treball al Pirineu. Aconseguí escapar-se i marxà al País Basc, on va passar al bàndol franquista.
Després de la guerra fou destinat a Barcelona, on el 1941 treballà sota el cap de la Brigada Político-Social, Pedro Polo Borreguero, amb la qual es va fer tristament famós en la seva tasca repressiva. S'apuntà el primer èxit amb el desmantellament de l'aparell guerriller del PSUC a Catalunya amb la detenció el 1947 de Numen Mestre, Joaquim Puig i Pidemunt, Angel Carrero Sancho i Pere Valverde, que foren afusellats al camp de la Bota el 1949.
Durant els anys 1950 detingué i torturà diferents opositors antifranquistes com Gregorio López Raimundo, Jordi Carbonell i de Ballester, Tomasa Cuevas Gutiérrez i el seu marit Miguel Núñez González. El 1955 va substituir Polo Borreguero com a cap de la Brigada. El 1958 passà tres mesos als Estats Units, on hi va aprendre tècniques de l'FBI contra la insurgència comunista. Se li atribueix el disseny de l'estratègia que va conduir a la mort de Quico Sabater (1960). El 1963 fou nomenat cap de la VI Brigada Regional d'Investigació Social a Barcelona, i entre les seves accions repressores més conegudes hi hagué la dispersió de la caputxinada i la detenció dels implicats dels Fets del Palau de la Música, inclosa la tortura als detinguts (entre ells, el futur president de la Generalitat de Catalunya Jordi Pujol).
Després de l'assassinat de Melitón Manzanas (1968) fou enviat al País Basc, on va participar en la detenció de la major part dels membres d'ETA que posteriorment foren jutjats en el Procés de Burgos. L'agost de 1970 fou enviat a Sevilla com a Comandant Superior d'Andalusia, on va forçar la detenció de la direcció de Comissions Obreres que fou jutjada al Procés 1001 el 1974, i organitzà la detenció d'El Lute.
Mentrestant, el seu equip a Barcelona organitzà la "caiguda dels 113" de l'Assemblea de Catalunya a la parròquia de Santa Maria Mitjancera el 1973. L'octubre de 1974, però, fou expedientat per ordre de l'aleshores ministre de governació, Tomás Garicano Goñi, en un moment en què el règim franquista volia suavitzar la seva imatge, sota l'acusació d'apropiació indeguda de cabals públics i abusos en el càrrec, que li costaren tres anys de suspensió. Va demanar ajut a l'aleshores governador civil de Barcelona, Rodolfo Martín Villa, qui va intercedir infructuosament per ell. Fou destinat a segellar passaports a l'aeroport del Prat fins que fou depurat definitivament. Va morir d'una septicèmia el 1985.